# 피크닉 (1996년 영화)
피크닉(Picnic)은 일본에서 제작된 이와이 슌지 감독의 1996년 드라마 영화이다. 차라 등이 주연으로 출연하였고 호리구치 주이치 등이 제작에 참여하였다.

## 출연

### 주연
- 차라
- 아사노 타다노부
- 하시즈메 코이치

### 조연
- 무사카 나오마사
- 야마모토 후지코
- 야마구이치 시후미
- 카부토 타카아키
- 이토 카즈에
- 스즈키 케이치

## 제작진
- 조명: 隅田浩行
- 미술: 細石照美